# علم نبات بستاني
علم النبات البستاني هو دراسة علم النبات بشأن النباتات المزروعة الحالية والمحتملة، مع التركيز على نباتات الزينة الخاصة بالبستنة، ويتم ذلك من خلال عالم نباتات بستانية أو متخصص زراعة نباتات.

## علماء النباتات البستانية
يتم توظيف علماء النباتات البستانية من قِبل الحدائق النباتية والمشاتل النباتية والأقسام الجامعية والوكالات الحكومية. وتختلف الأنشطة وفقًا لأهداف المؤسسات وأولوياتها.
ويمكن أن تشتمل المهام على:
- البحث عن نباتات جديدة ومناسبة للزراعة (صيد النباتات)،
- التواصل مع عامة الجمهور وإسداء النصح لهم بشأن المسائل المتعلقة بالتصنيف والتسمية النباتية للنباتات المزروعة،
- إجراء الأبحاث الأصلية على هذه الموضوعات:
  - وصف النباتات المزروعة وتاريخها لمناطق معينة في النباتات البستانية،
  - تسجيل النباتات الجديدة؛
- الحفاظ على قواعد بيانات النباتات المزروعة؛
- رعاية المعاشب النباتية، بما في ذلك مجموعات العينات المجففة والصور؛
- المساهمة في المدونة الدولية لقواعد تسمية النباتات المزروعة.

## تصنيف النباتات المزروعة
ربما كان مصدر القلق الأكبر لعلماء النباتات البستانية يكمن في تصنيف النباتات المزروعة ولذلك، في الوقت الحاضر، سوف يكون الكثير من علماء النباتات البستانية أعضاء في الجمعية الدولية لتصنيف النباتات المزروعة التي تم إنشاؤها عام 2007.

## وصلات خارجية
- The Garden Club of America: SCHOLARSHIPS and FELLOWSHIPS - Botany and Horticulture نسخة محفوظة 26 أكتوبر 2014 على موقع واي باك مشين.